# کاپیتان (فوتبال)
کاپیتان (طبق مصوب فرهنگستان زبان و ادب فارسی: سریار) یکی از اعضای تیم است که به‌عنوان رهبر تیم در زمین انتخاب می‌شود. کاپیتان‌ها اغلب یکی از اعضای قدیمی‌تر یا با تجربه‌تر تیم یا بازیکنی هستند که می‌توانند به شدت بر بازی تأثیر بگذارند یا ویژگی‌های رهبری خوبی دارند. کاپیتان تیم معمولاً با بستن بازوبند مشخص می‌شود.

## جستار های وابسته
- کاپیتان (ورزش)